# پوهین
پوهین(به فرانسوی: Pūohine) بخشی از کُمون تاپوتاپواته ئآ در جزیره رایاتئا، واقع در پلی‌نزی فرانسه، از قلمروهای فرادریایی فرانسه در اقیانوس آرام است. بر اساس سرشماری سال ۲۰۲۲، جمعیت پوهین ۳۶۲ نفر بوده است.